# CP 4000
De serie 4000 van het Fiattype Pendolino, ook wel Alfa Pendular genoemd, is een zesdelig elektrische kantelbak-trein bestemd voor het langeafstandspersonenvervoer van de Comboios de Portugal (CP).

## Geschiedenis
De zesdelige treinen zijn begin 1996 door Comboios de Portugal (CP) besteld bij een consortium van Fiat, Siemens en ADtranz. Deze treinen zijn afgeleid van de Italiaanse kantelbaktrein ETR 460. Medio 1999 werden de eerste treinen afgeleverd.

## Constructie en techniek
Het treinstel is opgebouwd uit een aluminium frame met luchtgeveerde draaistellen. Het treinstel is uitgerust met kantelbaktechniek. Hierdoor kunnen de rijtuigen ongeveer 8° kantelen waardoor bochten sneller kunnen worden genomen.

## Treindiensten
De treinen worden door Comboios de Portugal (CP) ingezet op de volgende trajecten.
- Lissabon - Entroncamento - Coimbra - Aveiro - Vila Nova de Gaia - Porto - Braga
- Lissabon - Pinhal Novo - Tunes - Albufeira - Loulé - Faro